# Tenuipalpus eriophyoides
Tenuipalpus eriophyoides är en spindeldjursart som beskrevs av Baker 1948. Tenuipalpus eriophyoides ingår i släktet Tenuipalpus och familjen Tenuipalpidae. Inga underarter finns listade i Catalogue of Life.